# Jerry Umberger
Jerry Umberger (* 21. Januar 1942 in Pottsville, Pennsylvania) ist ein ehemaliger US-amerikanischer Dartspieler. Er trat bei professionellen Turnieren der BDO, WDF und PDC in den 1970er-, 1980er- und 1990er-Jahren an. Sein Spitzname war „Tucker“.

## Leben
Umberger besuchte die Pottsville Area High School und machte seinen Abschluss 1960. 1962 begann er dann Darts zu spielen.

## Karriere
Seinen ersten nennenswerten Erfolg konnte Umberger mit dem Sieg bei den Windy City Open 1977 feiern. Es folgten zahlreiche weitere Erfolge auf dem amerikanischen Kontinent, sodass Umberger den Schritt zur Britisch Darts Organisation (BDO) wagte.
Umberger nahm 1981 zum ersten Mal an einer Dart-Weltmeisterschaft teil, wobei er im Achtelfinale mit 0:2 in den Sätzen gegen Cliff Lazarenko verlor; eine Runde, die er 1983 erneut erreichen sollte, dieses Mal war Tony Brown zu stark. Das letzte Mal war er 1985 bei einer BDO World Darts Championship dabei. Seine Erstrundenpartie gegen Alan Glazier ging jedoch verloren.
Umberger erreichte zudem das Finale bei den Los Angeles Open 1981, verlor dieses gegen John Corfe aus Wales.
Nachdem er zur World Darts Council (WDC), später umbenannt in Professional Darts Corporation (PDC), gewechselt war, wurde er eingesetzt, um einen Ausgleich zu den in der Setzliste zahlreich vertretenen Engländern bei der ersten WDC World Darts Championship 1994 zu schaffen. So sollte die Internationalität einer Weltmeisterschaft geschaffen werden. Er verlor sein Gruppenspiel gegen Peter Evison, ehe er Kevin Burrows besiegte. Dies genügte jedoch nicht um das Viertelfinale zu erreichen. 1995 trat Umberger letztmals bei einer Weltmeisterschaft an und schied erneut in der Gruppenphase aus.
Sein letztes im Fernsehen übertragenes Spiel war das Achtelfinale des PDC World Matchplay 1996, das mit 4:8 in Legs gegen Dennis Priestley verloren ging.

## Weltmeisterschaftsresultate

### BDO
- 1981: Achtelfinale (0:2-Niederlage gegen  Cliff Lazarenko)
- 1982: 1. Runde (0:2-Niederlage gegen  Doug McCarthy)
- 1983: Achtelfinale (0:3-Niederlage gegen  Tony Brown)
- 1985: 1. Runde (0:2-Niederlage gegen  Alan Glazier)

### PDC
- 1994: Gruppenphase (0:3-Niederlage gegen  Peter Evison und 3:0-Sieg gegen  Kevin Burrows)
- 1995: Gruppenphase (1:3-Niederlage gegen  Bob Anderson und 3:1-Sieg gegen  Ritchie Gardner)